# Золушка (тигрица)
Золушка — амурская тигрица, спасённая людьми, и одна из самых первых тигриц, которые начали восстанавливать популяцию своего вида.

## Биография
Тигрице было около 6 месяцев, когда её нашли люди. Произошло это в феврале 2012 года на юго-западе Приморского края. Она погибала от истощения и обморожения. Люди её спасли и назвали Золушкой. После длительного лечения она была помещена в Центр реабилитации. Там Золушка прошла специальный курс восстановления.
В начале 2013 года специалистами было принято решение выпустить Золушку на природу. Она была выпущена в заповедник «Бастак». Там обитал одинокий самец Заветный. Учёные предполагали, что Золушка и Заветный могут стать парой и дать потомство.
В течение двух с половиной лет учёные вели непрерывное наблюдение за парой тигров с помощью GPS-ошейника и фотоловушек. Было получено более тысячи снимков Золушки и Заветного.
В декабре 2015 года Золушка с двумя тигрятами попала на фото. Это означало, что недавно она родила. Амурские тигры обитали на этой территории до 50−60-х годов XX века, а затем их численность стала резко сокращаться.
Золушка и её тигрята получили персональную, усиленную охрану. Тигрят назвали Принц и Восток. В связи с рождением тигрят заповедник «Бастак» выразил благодарность Русскому географическому обществу, Международному фонду защиты животных, Обществу сохранения диких животных, Институту проблем экологии и эволюции им. А. Н. Северцова РАН за материальную поддержку и консультативную помощь в отношении Золушки.
В 2017 году Золушка снова стала мамой.

### Особенности пары
- Золушка — первый тигр, который в этом десятилетии был возвращён на волю после курса реабилитации и смог не просто приспособиться к условиям дикой природы, но и дать потомство.
- Заветный — первый дикий тигр, самостоятельно поселившийся в Еврейской автономной области спустя почти 40 лет после исчезновения популяции амурских тигров в данном регионе.